# 河滨街道 (平顶山市)
河滨街道是中华人民共和国河南省平顶山市湛河区下辖的一个街道办事处。

## 行政区划
河滨街道下辖以下村级行政区划单位：
苗候村、郭庄村、潘庄村、陶寨村、褚庄村、湾李村、王庄村、肖庄村、沟刘村和杜庄村。